# Нацаренус, Сергей Петрович
Сергей Петрович Нацаренус (1882, Саратов — 8 января 1938, Расстрельный полигон «Коммунарка», Московская область) — советский государственный деятель, чрезвычайный комиссар Мурманско-Беломорского края, Петроградского военного округа, председатель исполкома Полтавского губернского совета, полпред РСФСР в Турции.

## Октябрьская революция и Гражданская война в России
Вступил в РСДРП ещё в 1904 году. Принимал активное участие в революционном движении.
10 мая 1918 года он был назначен чрезвычайным комиссаром Мурманского края и направлен Львом Троцким с разрешения В. И. Ленина на Кольский полуостров для установления контактов с высадившимися в Мурманске и Архангельске английскими и французскими войсками, а также для организации обороны города, выяснения действительной обстановки на Севере, консолидации разрозненных большевистских сил. В Мурманск Чрезвычайный комиссар прибыл 24 мая, здесь активно работал, встречался с моряками, железнодорожниками, с представителями союзных государств — адмиралом Кемпом и генералом Пулем.
На основе полученной информации Нацаренус 21 июня докладывал об обстановке на Севере Совету народных комиссаров, который постановил расширить его полномочия. В последних числах июня он выехал из Москвы в Петроград с мандатом Чрезвычайного комиссара Мурманско-Беломорского края, но до конечной точки ему не удалось добраться — интервенты начали активные боевые действия. Нацаренусу пришлось остаться в Петрозаводске, откуда он и руководил обороной края. Мурманский историк Алексей Кисёлев пишет, что комиссар был в гуще событий, «оказывал помощь местным работникам в эвакуации ценного имущества, посылал подрывников для разрушения полотна железной дороги. С самым последним эшелоном покинул станцию Сорока, когда интервенты уже начали высаживать десант». По указанию Чрезвычайного комиссара красноармейские части перешли к активной обороне.
Позже он был назначен на должность Чрезвычайного комиссара Петроградского военного округа, стал членом РВС 7-й армии, членом Революционного военного совета Балтийского флота, комиссаром Московского военного округа. Затем был переведён на южное направление, став членом РВС 14-й армии Южного фронта, а также комиссаром Харьковского военного округа. В 1920 году был назначен членом РВС 15-й армии Западного фронта, получил пост начальника Владикавказской железной дороги, председательствовал в Исполкоме Полтавского губернского совета. В 1920—1921 годах был командующим войсками Беломорского военного округа, в 1921—1922 годах являлся полномочным представителем РСФСР в Турции.

## Послевоенная деятельность
После гражданской войны находился на руководящей хозяйственной работе. С 1927 по 1929 год возглавлял правление Государственного акционерного Камчатского общества, главной целью которого было не только освоение богатств Камчатки, но и налаживание контактов с местным населением, упрочение советской власти. Участвовал в организации ряда северных экспедиций, принимал участие в знаменитом походе «Литке» в 1929 году на остров Врангеля.
С 1930 по 1931 год занимал пост ответственного редактора журнала «Холодильное дело», часто печатался в журнале «Советская Арктика». В 1937 году был назначен начальником Центрального планово-экономического отдела Главного управления Северного морского пути при СНК СССР. В июле того же года был арестован по обвинению в участии в контрреволюционной террористической организации. Расстрелян 8 января 1938 года в Коммунарке, где и был похоронен. Реабилитирован в июне 1956 года ВКВС СССР.

## Интересные факты
В романе Валентина Пикуля «Из тупика» Сергей Нацаренус представлен в образе чрезвычайного комиссара Процаренуса, обрисованного в крайне негативных тонах, а указанная «активная работа с представителями союзных государств — адмиралом Кемпом и генералом Пулем», участниками последующей интервенции — показана изменой родине и революции.